# Nebria rufescens lindrothi
Nebria rufescens lindrothi – podgatunek lesza podkamiennika, chrząszcza z rodziny biegaczowatych i podrodziny leszowych.

## Taksonomia
Takson ten opisany został po raz pierwszy w 1979 roku przez Davida H. Kavanaugha na łamach „Proceedings of the California Academy of Sciences” pod nazwą Nebria gyllenhali lindrothi. Uprzednio osobniki tego podgatunku bywały błędnie przypisywane do Nebria sahlbergi. Jako lokalizację typową wskazano wybrzeża Brooklyn Lake w paśmie Snowy Range należącym do Medicine Bow Mountains; lokalizacja leży na terenie hrabstwa Albany w stanie Wyoming.
Epitet gatunkowy nadano na cześć Carla H. Lindrotha, który jako pierwszy okazy tego taksonu uznał za należące do nieopisanego jeszcze gatunku spokrewnionego z leszem podkamiennikiem.

## Morfologia
Głowa jest smolista, pozbawiona jasnych plam na ciemieniu czy metalicznego połysku. Wierzch jej jest przeciętnie sklepiony. Oczy są niezredukowane. Policzki i potylica nie wykazują pogrubienia. Czułki cechują się długim, prostym do lekko łukowatego trzonkiem o nasadzie silnie do przeciętnie przewężonej. Warga dolna ma głaszczki wargowe z trzema szczecinkami na członie przedostatnim.
Niewielkie, jednolicie ciemne, matowe do przeciętnie lśniącego przedplecze ma zarys umiarkowanie sercowaty, o krawędziach bocznych pośrodku przeciętnie łukowatych. Mikrorzeźba jego powierzchni tworzona jest przez lekko do przeciętnie wgłębioną siateczkę o równych średnicach oczek. Pośrodku bocznej krawędzi przedplecza leży szczecinka, a w kierunku dośrodkowym od niej nie występuje podłużny guzek. Pokrywy są ciemne, jednobarwne, pozbawione połysku metalicznego. Międzyrzędy są płaskie, a trzeci z nich jest ciągły lub nieco przerwany lekko do umiarkowanie dołkowatym punktem szczecinkowym grzbietowym (chetoporem dyskalnym). Na piątym międzyrzędzie brak jest punktów szczecinkowych. Skrzydła tylnej pary są zmniejszone i mają zredukowane użyłkowanie – występują wyłącznie osobniki krótkoskrzydłe. Zatułów nie ma punktowania na episternitach. Odnóża wszystkich par mają wierzch stóp całkiem nagi.
Odwłok ma trzeci, czwarty i piąty z widocznych sternitów zaopatrzone w pojedynczą parę szczecinek umieszczoną z tyłu i blisko środka. Środkowa część drugiego z widocznych sternitów jest całkowicie naga.

## Ekologia i występowanie
Owad rozmieszczony od wyżyn po góry, znajdowany na rzędnych od 2130 do 3960 m n.p.m. Jest silnie wilgociolubny. Zasiedla pobrzeża jezior, stawów, strumieni i potoków. Preferuje stanowiska o dość mokrym podłożu. Aktywne postacie dorosłe obserwuje się od czerwca do września, przy czym nowe ich pokolenie ukazuje się w czerwcu. Biegają, ale nie są zdolne do lotu. Prowadzą nocny tryb życia. Za dnia kryją się pod kamieniami i wyrzuconym na brzeg materiałem roślinnym. Polują na drobne bezkręgowce. Zimowanie odbywa się w stadium dorosłym.
Podgatunek nearktyczny, endemiczny dla Stanów Zjednoczonych. Ograniczony jest zasięgiem do południowej części Gór Skalistych. Na północ dociera do Medicine Bow Mountains i Sierra Madre, a na zachód do Unita Mountains. Podawany jest ze stanów Wyoming, Utah, Kolorado, Arizona i północnego Nowego Meksyku.